# تری برانستون
تری برانستون (انگلیسی: Terry Branston; ۲۵ ژوئیهٔ ۱۹۳۸ – ۲۲ دسامبر ۲۰۱۰) بازیکن فوتبال اهل بریتانیا بود.
از باشگاه‌هایی که در آن بازی کرده‌است می‌توان به باشگاه فوتبال لینکولن سیتی، باشگاه فوتبال لوتون تاون، باشگاه فوتبال نورث‌همپتون تاون، و باشگاه فوتبال نانیتون تاون اشاره کرد.